# 南の海
南の海（みなみのうみ）は、月の南東半球に位置する月の海の一つであり、月の表側と裏側の両方にまたがっている。南の海は先ネクタリス代に作られた盆地であり、後期インブリウム代の地層が表面を覆っている。表面の地層は黒っぽい洪水玄武岩でできている。